# Kulkówka rogowa
Gałeczka rogowa, kulkówka rogowa (Sphaerium corneum) – holarktyczny gatunek pospolitego, słodkowodnego małża z rodziny kulkówkowatych (Sphaeriidae).

## Systematyka
Należy do rodziny kulkówkowatych (Sphaeridae), gatunek jest jednym z trzech przedstawicieli rodzaju Sphaerium występujących w Polsce. W Polsce znana też pod nazwą zwyczajową jako gałeczka rogowa.

### Etymologia nazwy
Epitet gatunkowy (łac. corneus, cornea – rogowy, -a) odnosi się do rogowej barwy muszli osobników tego gatunku.

## Występowanie
Gatunek palearktyczny, nie stwierdzono jego występowania na Islandii. W Ameryce Północnej został introdukowany, występuje w systemie Rzeki św. Wawrzyńca. W Polsce jest gatunkiem bardzo pospolitym, zamieszkującym różne typy zbiorników wodnych i cieków. Nie występuje w wodach na obszarach górskich, na terenach położonych powyżej 450 m n.p.m.

## Budowa

### Cechy morfologiczne

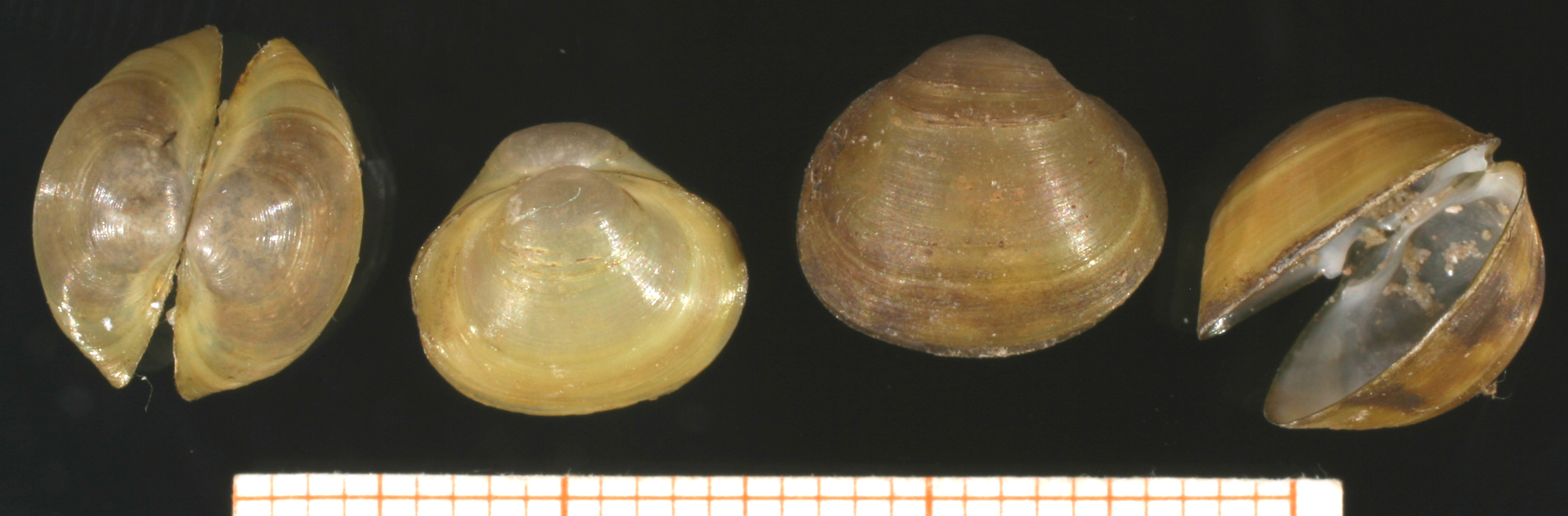
Muszla gałeczki rogowej – widok z różnych stron. Okaz znaleziony w jeziorze Passader See w Niemczech, w 1982 roku.

Sposób przemieszczania się gałeczki rogowej: osobnik wysuwa pokrytą śluzem nogę by przyczepić się do podłoża i podciągnąć.

Muszla kulista, stosunkowo cienkościenna. Gładka lub na powierzchni lekko, nieregularnie prążkowana, czasami z silniej zaznaczonymi pierścieniami okresowych przerw przyrostu. Występuje polimorfizm barwy muszli: od żółtobrunatnej do ciemnobrązowej, zwykle ze znacznie jaśniejszą częścią najmłodszą. Szczyt muszli położonym na środku górnego brzegu, mało wystające. Ligamentum zagłębione, słabo widoczne. Rowek ligamentum krótki, ale szeroki. Zamek z płytą stosunkowo wąską, zęby główne i zęby boczne drobne, zęby boczne nieparzyste większe niż zęby parzyste.
Wymiary muszli: długość 8–17 mm, wysokość 7–13 mm, szerokość 6–9,5 mm.
Ciało szarawe lub żółtawe, z długimi, szarymi, na końcu czerwonawymi syfonami. Noga nieco dłuższa niż muszla.
Jeden z najbardziej zmiennych małży słodkowodnych, tak pod względem ubarwienia, kształtu muszli jak i zamka. W związku z tą zmiennością wyróżniano szereg form (odmian):
- S. corneum f. scaldianum, (Normand) – muszla bardziej trapezowata w zarysie, słabo wypukła. Występuje w dużych rzekach.
- S. corneum f. nucleus, Studer – muszla kulista, o słabo wystających szczytach, w zarysie przypomina pestkę wiśni. Występuje w stagnujących, zatorfionych zbiornikach wodnych.
- S. corneum f. firmum, Clessin – muszla mocno wypukła, stosunkowo grubościenna, o wystających szczytach. Występuje w starorzeczach i nadrzecznych stawach.
- S. corneum f. lacustris, Draparnaud – muszla cienkościenna i płaska. Występuje w drobnych zbiornikach wodnych, rowach melioracyjnych.

### Genetyka
Diploidalna liczba chromosomów 2n=36 (w rzece Niemen stwierdzono polimorfizm kariotypów: obok osobników z 2n=36 chromosomami występowały także osobniki z 2n=30 chromosomami). U formy 2n=30 chromosomy są metacentryczne i meta-submetacentryczne, występowały także małe, niestabilne podczas mitozy, chromosomy B. Tych ostatnich nie stwierdzono u formy 2n=36, występowały u niej natomiast dwie pary chromosomów telocentrycznych i 4 pary subtelocentrycznych, pozostałe chromosomy miały po dwa ramiona. Fuzje robertsonowskie są prawdopodobnie odpowiedzialne za powstanie tego polimorfizmu cytogenetycznego.

## Biologia i ekologia

### Zajmowane siedliska
Gatunek eurytopowy, występuje w śródlądowych wodach bieżących i stojących, w zbiornikach o różnej trofii i wielkości: małych stawach, rowach melioracyjnych, torfiankach, starorzeczach, jeziorach, zbiornikach zaporowych, rzekach i kanałach. Gatunek słodkowodny, toleruje zasolenie wody do 1,67‰. Największe liczebności osiąga w zbiornikach żyznych. W rzekach unika miejsc o szybkim prądzie wody. Jest najbardziej odporny na zanieczyszczenie wody spośród przedstawicieli rodzaju Sphaerium. Wykazuje też dużą odporność na deficyty tlenowe – może przeżyć nawet 2 tygodnie w wodzie całkowicie pozbawionej rozpuszczonego tlenu. Jednak w niekorzystnych warunkach tlenowych osobniki rozwijają się słabiej, mają mniejsze i cieńsze muszle oraz mniej liczne potomstwo.
Występuje w osadach dennych o różnym typie, preferuje dno piaszczyste i piaszczysto-muliste. Zasiedlać też może dno muliste, wykazuje dużą odporność na wydzielające się z osadów gazy (amoniak, siarkowodór). 

### Odżywianie
Filtrator, odżywia się sestonem odcedzanym za pomocą skrzeli. Z odfiltrowanej zawiesiny do przewodu pokarmowego kierowane są bakterie, drobne jednokomórkowe glony, pierwotniaki, detrytus. W związku z dużymi zagęszczeniami, jakie osiąga, oraz dużą aktywnością filtracyjną, pełni ważną rolę w procesie samooczyszczania wód z zawiesin. W poszukiwaniu dogodnego siedliska może wspinać się na rośliny wodne, wykorzystując pokrytą śluzem nogę, którą przyklejają się do podłoża a następnie podciągają całe ciało.

### Rozmnażanie
Gatunek hermafrodytyczny. Jaja pojawiają się u osobników mających długość ok. 4 mm. Jaja rozwijają się w torbach lęgowych w skrzelach rodziców, liczba potomstwa zależy od wielkości rodzica (średnio jest to 8-10 osobników potomnych, maksymalnie – 28). Młode osobniki wydostają się z osobnika dorosłego przez syfon wyrzutowy. Długość życia osobnika to około 1 roku. W warunkach klimatu umiarkowanego w Środkowej Europie obserwowane są dwa pokolenia: wiosenne i jesienne. Rozwój tego ostatniego jest zahamowany w okresie zimowym, uwalnianie potomstwa następuje dopiero na wiosnę następnego roku. Uwalnianie młodych jest rozciągnięte w czasie, dlatego pokolenia mogą na siebie zachodzić.

### Interakcje międzygatunkowe
Osobniki gałeczki rogowej mogą być żywicielem pośrednim przywr z rodzaju Phyllodistomum, Bunodera luciopercae, Echinoparyphium recurvatum oraz Gorgodera pagenstecheri, Gorgodera varsoviensis, Gorgoderina vitelliloba. W jamie płaszczowej osobników tego gatunku pasożytować mogą larwy muchówki z rodzaju Cryptochironomus, przebywać tam może również komensaliczny skąposzczet Chaetogaster limnaei. Osobniki gałeczki rogowej mogą też osiedlać się w koloniach gąbek słodkowodnych (Ephydatia fluviatilis, Spongilia lacustris).

## Zagrożenia i ochrona
Gatunek szeroko rozprzestrzeniony i pospolity, nie stwierdzono, by istniały zagrożenia dla jego populacji. Na Czerwonej  Liście IUCN miał w 2015 roku status gatunku najmniejszej troski (LC).